# Tylos chilensis
Tylos chilensis is een pissebed uit de familie Tylidae. De wetenschappelijke naam van de soort is voor het eerst geldig gepubliceerd in 1983 door Schultz.